# Vertschaupet
Vertschaupet ist eine Skulpturengruppe des Schweizer Künstlers Schang Hutter auf dem Bieler Bahnhofsplatz.

## Beschreibung
Die bronzene Plastik wurde 1979/80 geschaffen. Ein erster Entwurf aus Tannenholz wurde 1979 in der Kapelle St. Joseph in Solothurn gezeigt. Als Bronzeguss wurde die Skulpturengruppe dann 1980 an der siebten Schweizerischen Plastikausstellung in Biel gezeigt und auf Vorschlag der Kunstkommission zu gleichen Teilen vom Kanton Bern und der Gemeinde Biel gekauft. Seit 1981 steht das Werk am östlichen Ende des Bieler Bahnhofsplatzes am Ausgang zur Bahnhofsstrasse. Acht an Strichmännchen erinnernde Figuren stehen, sitzen oder liegen auf einer Fläche. Einige sind Teil der Fläche und in diese versunken. Der Begriff Vertschaupet stammt aus dem Schweizerdeutschen und bedeutet so viel wie zertreten. Die von Menschen ersonnenen Vernichtungsmöglichkeiten anderer Menschen beschäftigten Hutter. Der Künstler setzte sich mit der Frage des Besitzens von Macht und der Zufügung von Leid auseinander. Er wollte das Übersehene, zur Seite gedrängte, Unterdrückte und Alleingelassene thematisieren und illustriert was geschieht, wenn Menschen unachtsam sind oder sogar wegsehen, wenn es anderen schlecht ergeht. Die Form der Figuren ist für Hutter typisch, dem es genügt die Richtung der Gestalt, den inneren Zustand anzuzeigen und den Raum zu umschreiben, ohne die Figur in ihrer ganzen Gestalt darzustellen. Unsicherheit im Stehen und Berühren prägt die Plastik.

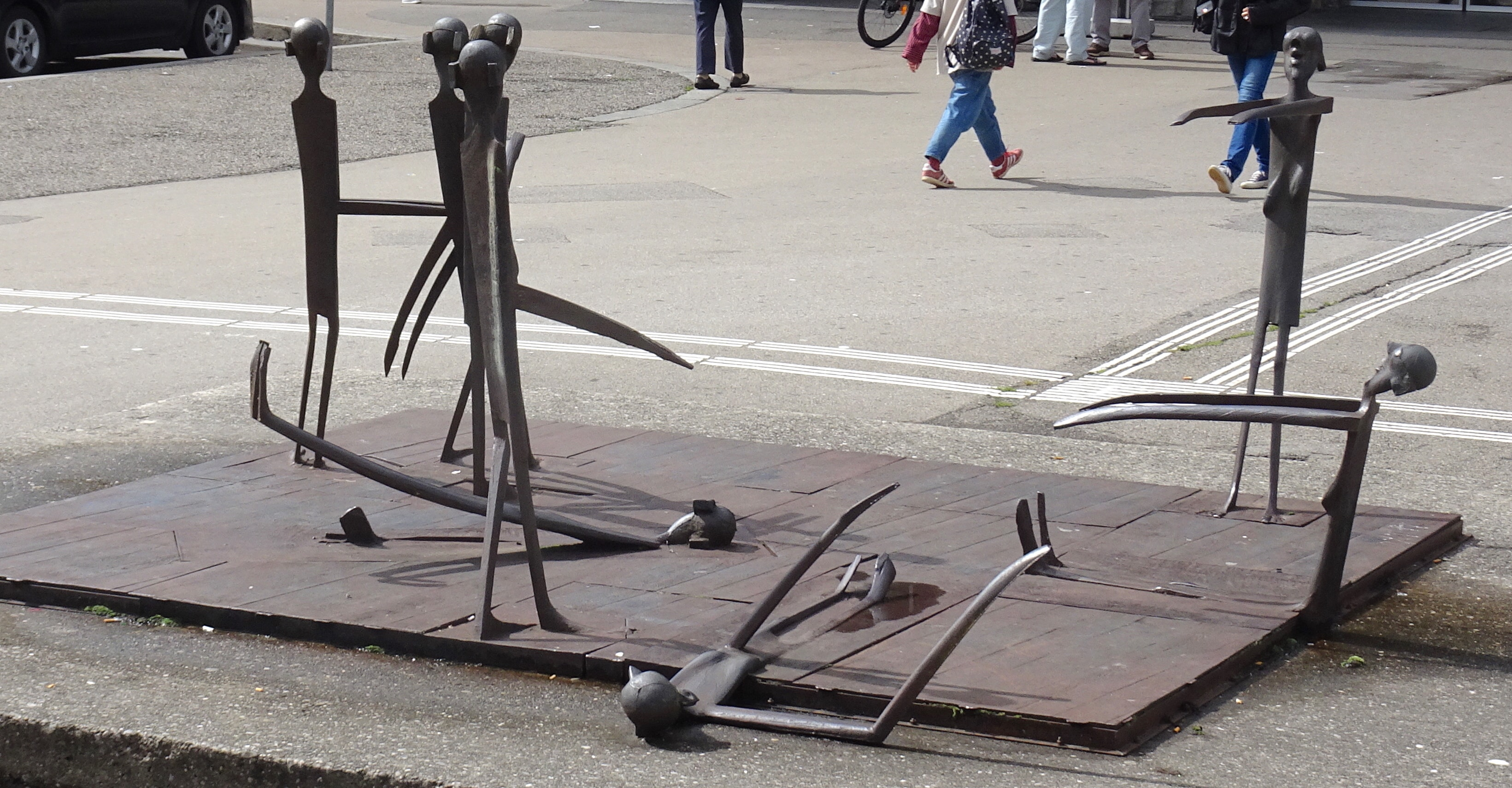
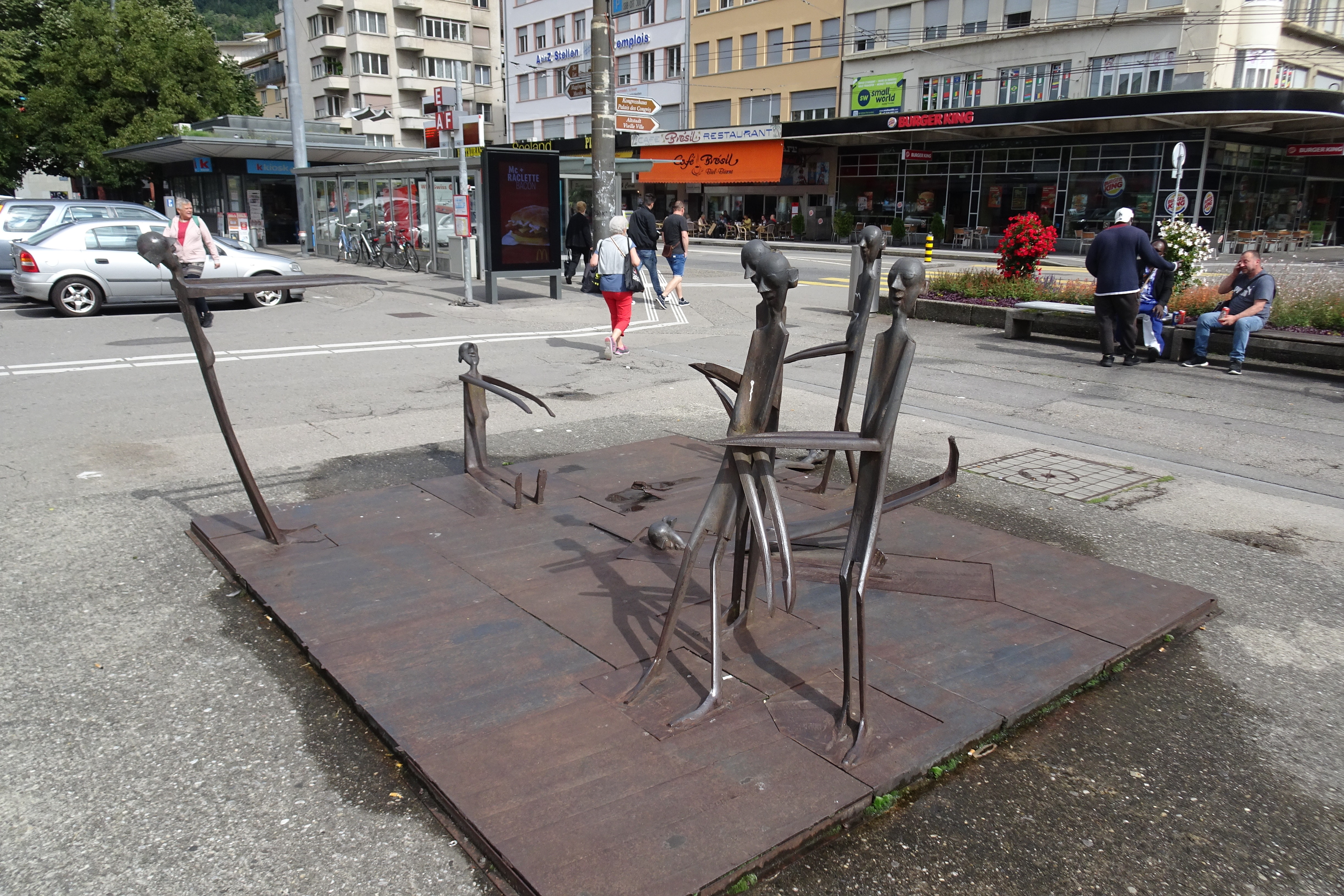
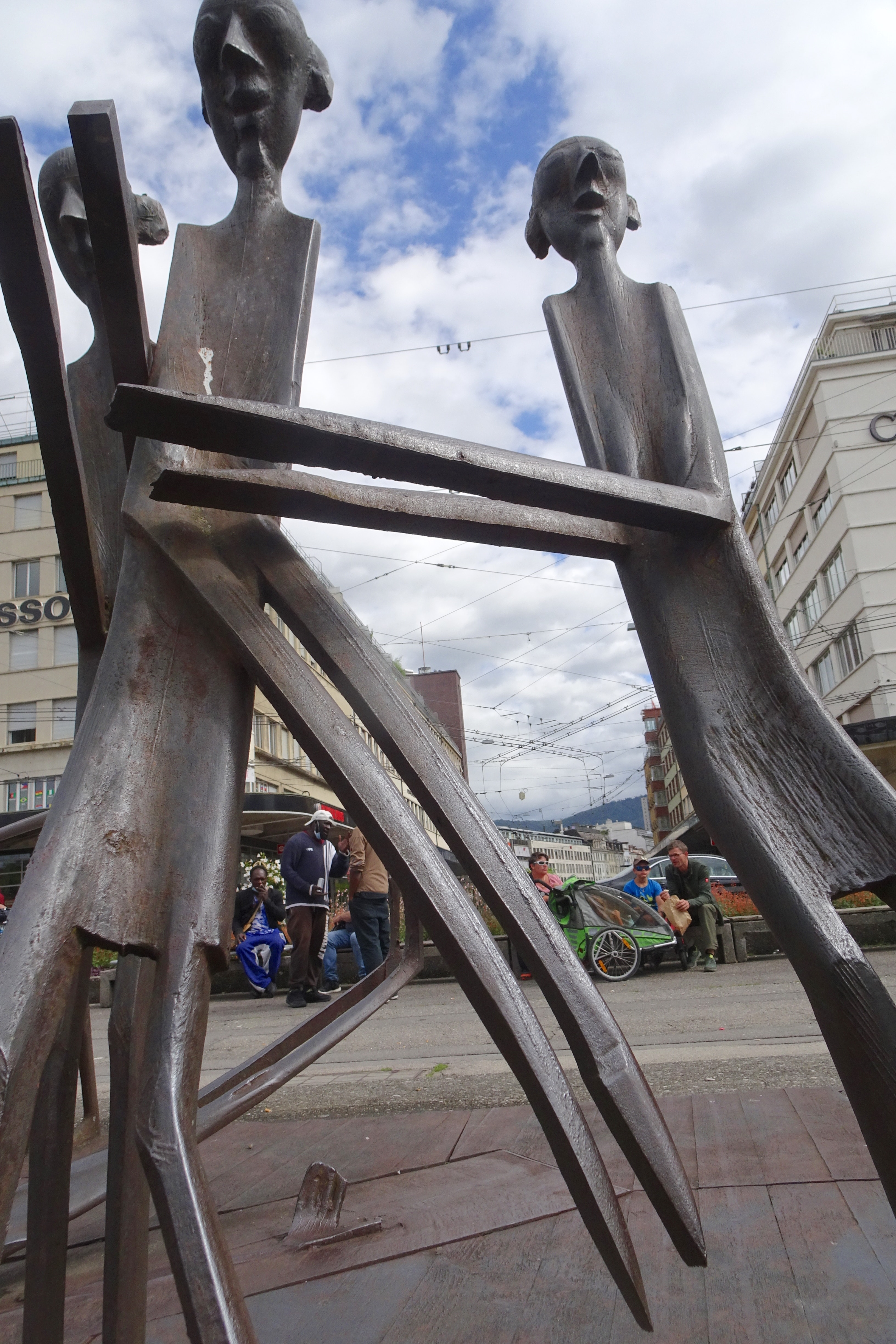
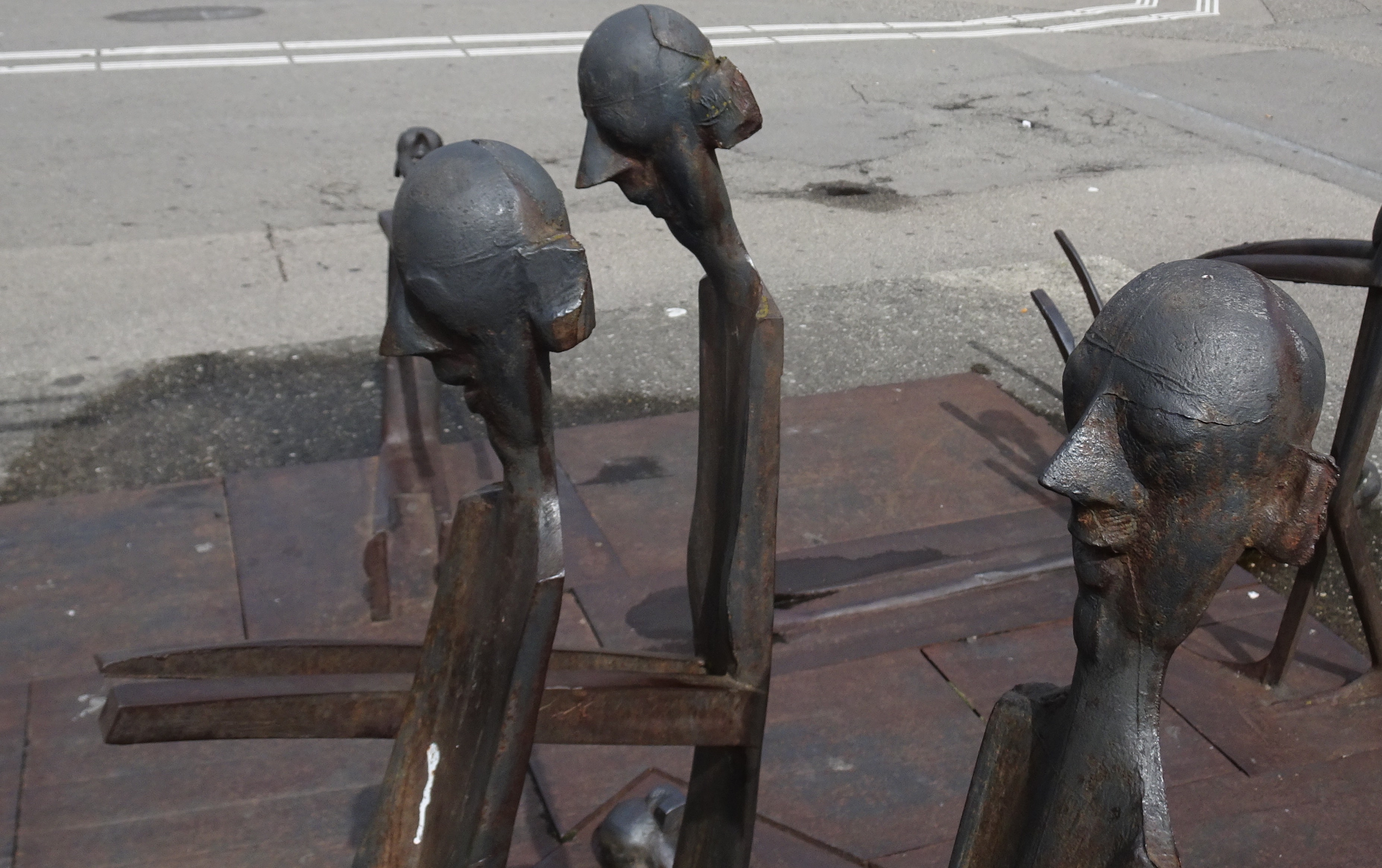